# Chiesa di San Francesco (Bardi)
La chiesa di San Francesco con annesso monastero è un luogo di culto cattolico sconsacrato dalle forme barocche situato ai piedi del castello medievale in via San Francesco 18 a Bardi, in provincia di Parma e diocesi di Piacenza-Bobbio; l'antico tempio è oggi sede dell'auditorium comunale, gestito dal "Centro Studi della Valle del Ceno".

## Storia
L'originario oratorio dedicato alla Natività di Maria Vergine, con annesso ospedale, fu edificato ai piedi del castello tra il 1571 e il 1579 per volere di Giovanna di Cordova e Aragona, moglie del principe Claudio Landi, con la funzione di cappella funeraria della casata.
Nel 1611 il principe Federico Landi cedette in gestione la struttura ai frati francescani; la chiesa fu reintitolata a san Francesco d'Assisi e negli anni seguenti il nosocomio fu ristrutturato e ampliato per trasformarlo in monastero, completato verso la metà del XVII secolo.
In seguito alla vendita dello Stato Landi al Ducato di Parma e Piacenza, la proprietà della struttura passò ai Farnese; nel 1701 il duca Francesco avviò i lavori di ricostruzione in stile barocco dell'intero complesso, che furono terminati nel 1722.
Nel 1805, a causa della soppressione napoleonica degli ordini religiosi, gli edifici furono confiscati e alienati a privati; la chiesa continuò a essere utilizzata come oratorio; il monastero fu invece adibito ad abitazione e successivamente frazionato in più porzioni, subendo varie modifiche ma mantenendo pressoché inalterata la struttura esterna settecentesca; gli arredi, i paramenti e le opere d'arte furono trasferiti nella chiesa di Santa Giustina nella frazione omonima e nel santuario della Madonna delle Grazie.
Agli inizi del XX secolo il tempio fu sconsacrato e suddiviso in due unità: la navata fu trasformata in magazzino, perdendo tutte le ricche decorazioni barocche, mentre la zona absidale fu adibita a forno.
Dopo il 1960 l'antica chiesa fu abbandonata, sprofondando in profondo degrado; crollò inoltre il tetto sulla navata, che fu ricostruito nel 1967.
Il complesso fu completamente ristrutturato a partire dagli ultimi anni del XX secolo; la chiesa, restaurata anche nelle decorazioni della zona absidale, fu trasformata in auditorium comunale, la cui gestione fu affidata al "Centro Studi della Valle del Ceno", per ospitarvi mostre temporanee e concerti.

## Descrizione

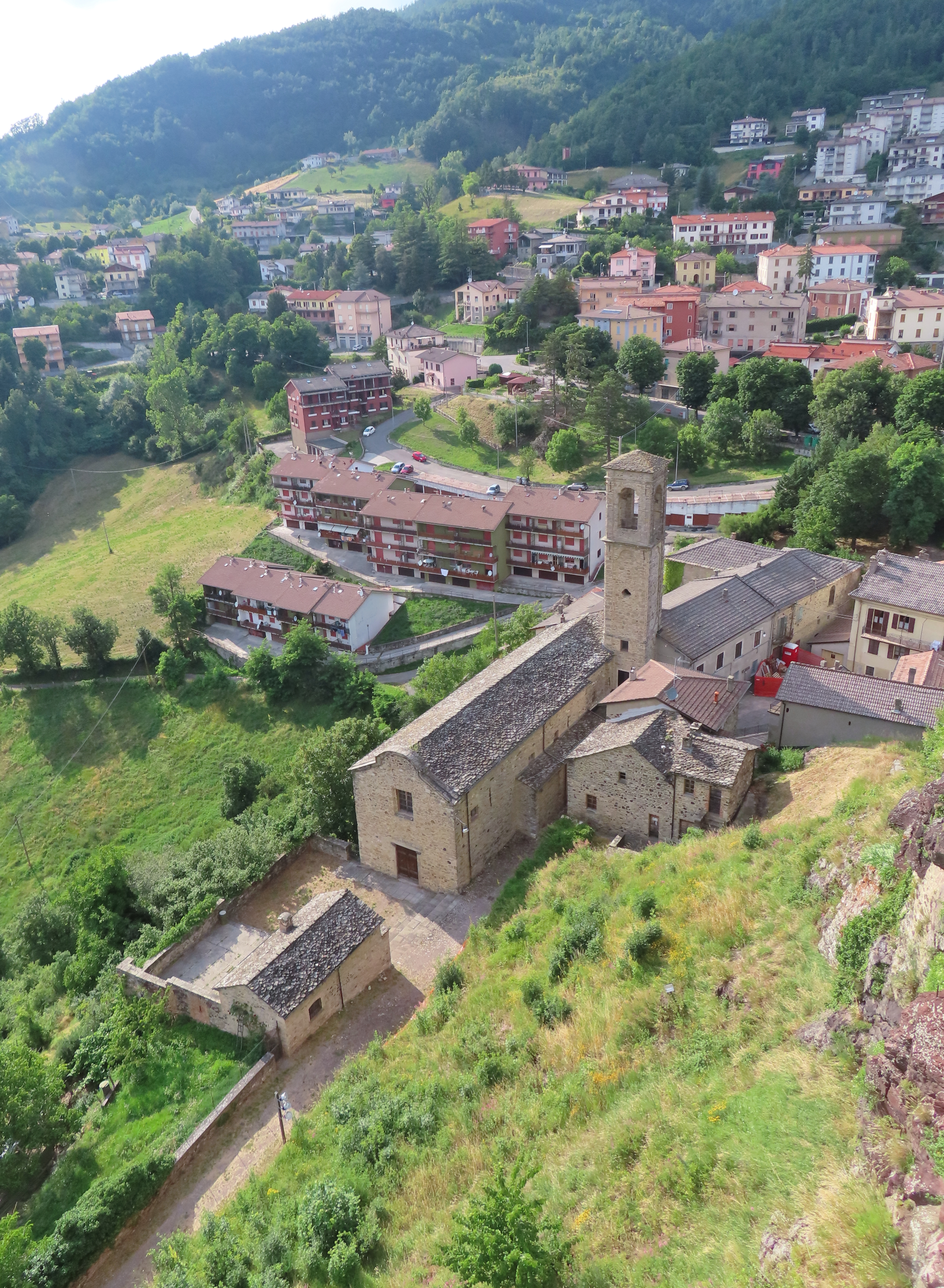
La chiesa e il monastero visti dal castello

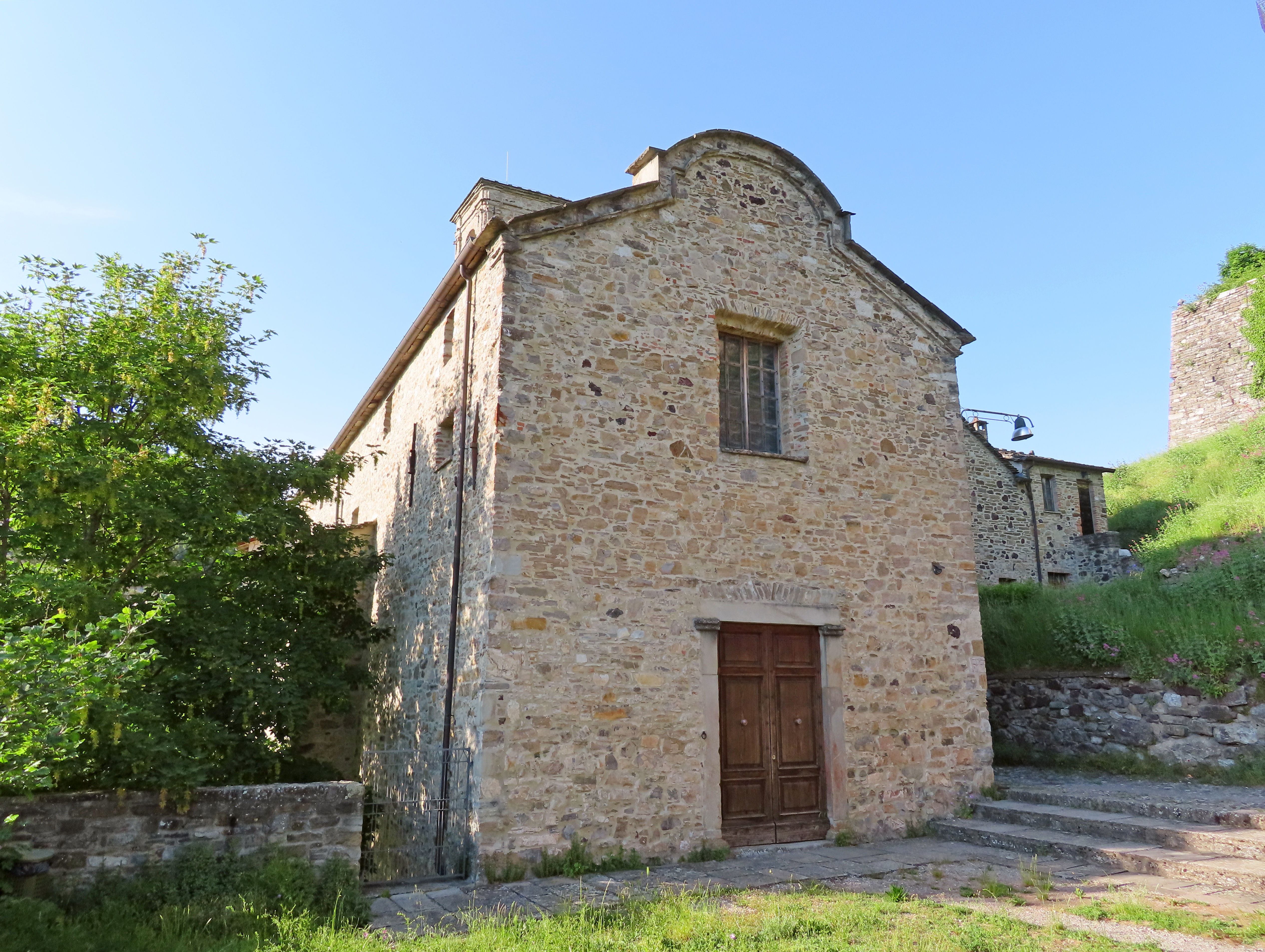
Facciata e lato ovest

La chiesa si allunga a mezza costa su un impianto a navata unica, affiancata da due cappelle laterali su ogni fianco; accanto all'abside si innalza la torre campanaria, mentre sul retro si estendono gli edifici dell'ex monastero.
La simmetrica facciata, interamente rivestita in pietra come il resto dell'edificio, è caratterizzata dalla presenza dell'ampio portale d'ingresso centrale architravato, delimitato da sottili lesene con capitelli piatti; al di sopra si apre un finestrone rettangolare, mentre a coronamento si innalza nel mezzo un frontone curvilineo.
Dal fianco destro aggettano le cappelle laterali, mentre sul fondo si eleva il campanile barocco, ornato con lesene e fasce orizzontali; la cella campanaria si affaccia sui quattro lati attraverso ampie aperture ad arco a tutto sesto.

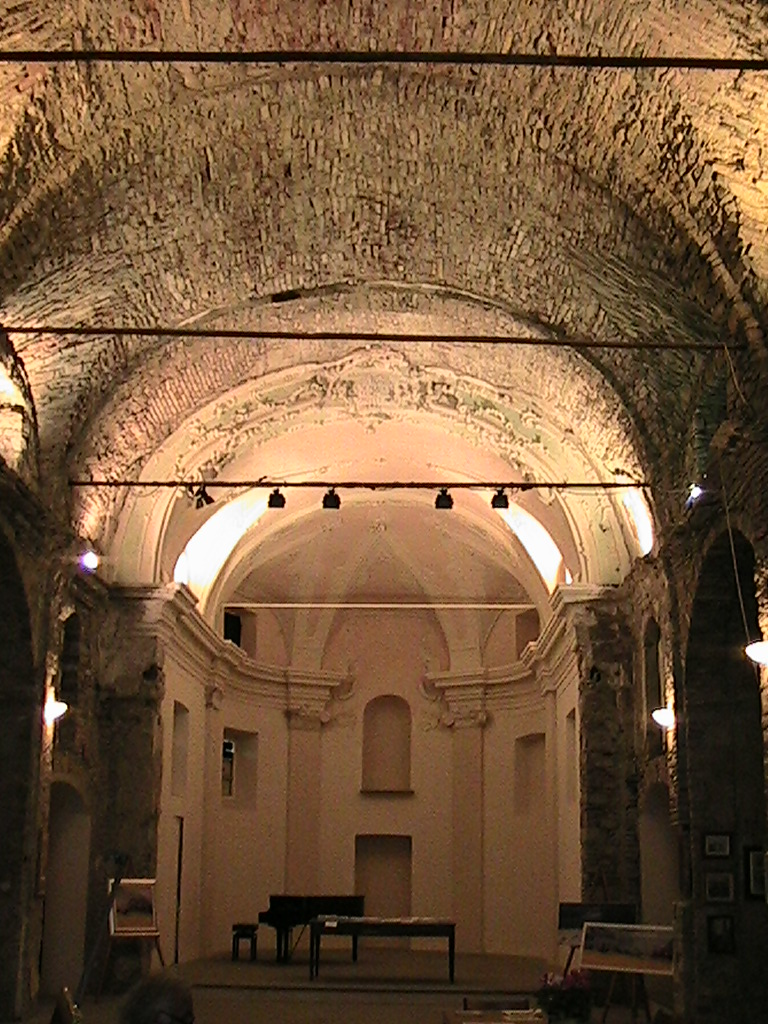
Navata

All'interno la navata, completamente priva degli intonaci settecenteschi, è coperta da una volta a botte suddivisa in cinque campate; sui fianchi le cappelle, sovrastate da finestrelle, sono scandite dai resti delle lesene con capitelli, a sostegno della trabeazione in aggetto ancora parzialmente visibile.
La zona absidale si distingue per la presenza degli intonaci; l'arco a tutto sesto del presbiterio è ornato da ricche decorazioni barocche in stucco, che proseguono anche sulla volta a botte lunettata e sul catino; le pareti, bucate da alcune nicchie, sono suddivise verticalmente da una serie di lesene coronate da capitelli ionici, a sostegno dell'alta trabeazione in aggetto.